# Convention de Londres (1841)
Pour les articles homonymes, voir Traité de Londres et Convention de Londres.
La convention de Londres ou convention des Détroits du 13 juillet 1841 signée entre les cinq puissances (Grande-Bretagne, Autriche, France, Prusse, Russie) porte, d'une part, sur les Détroits, et d'autre part, sur l’Égypte. 

## Convention
Cette convention permet à l'Empire ottoman de fermer le Bosphore et les Dardanelles à tous les vaisseaux de guerre, notamment en temps de paix.
En cas de conflit armé, l'Empire ottoman peut octroyer ce droit de passage uniquement aux marines qui lui sont alliées. Ainsi, selon cette règle, la « Sublime Porte » autorisa, durant la guerre de Crimée (1853-1856), le passage de la Royal Navy et de la marine française afin que celles-ci puissent attaquer le port russe de Sébastopol. 
En 1923, les règles de navigation dans les détroits furent réglées par la convention de Lausanne, elle-même remplacée en 1936 par celle de Montreux.
De plus, la convention de Londres confirme la souveraineté héréditaire de Méhémet-Ali sur l'Égypte. Cette dernière perd la Syrie et la Crète qui font retour au pouvoir central ottoman. La convention solde provisoirement la Question d'Orient.